# 岡崎神社
岡崎神社（おかざきじんじゃ）は、京都市左京区岡崎東天王町にある神社。別名「東天王」ともいわれる。かつて付近一帯が野兎の生息地であったことから、兎が氏神様の神使とされる。

## 概要
安産の神とされる他、多産である兎が神使であること、祭神の速素盞鳴尊と奇稲田姫命に子供が多いことから子授けの神ともされ、神社創建の由来から方除けの神ともされている。また、境内のあちらこちらにウサギの石像が存在する。

## 歴史
延暦13年（794年）、桓武天皇の平安京遷都の際に、王城鎮護のため平安京の四方に祀った大将軍社の一つとされ、都の東に鎮座するころから東天王と称される。
清和天皇が、貞観11年（869年）に造営し、播磨国廣峯から祭神・牛頭天王（速素盞鳴尊）を迎え祀り、当時同所にあった東光寺の鎮守社の役割を果たした。
治承2年（1178年）には高倉天皇の中宮徳子の御産の幣帛を賜ったことにより、安産の神として信仰される。元応元年（1319年）には後醍醐天皇により社殿を再建、正一位の神階と神宝を賜っている。
応仁の乱の戦火に遭い、寺は焼失し、神社のみが残る。
慶長年間に現在の社名に改称された。
明治時代に郷社に列せられている。
1934年（昭和9年）9月21日、室戸台風接近による強風のため拝殿が倒壊。

## 祭儀
入口にある看板には年中祭儀が以下の日程で記載している。
- 1月1日 - 歳旦祭
- 1月16日 - 宮繁稲荷祭・千度祭
- 2月3日 - 節分祭
- 3月16日 - 祈年祭
- 3月春分の日 - 春季祖霊祭
- 5月16日 - 千度祭
- 6月30日 - 夏越大祓
- 7月16日 - 例大祭
- 9月16日 - 千度祭
- 9月秋分の日 - 秋季祖霊祭
- 10月16日 - 氏子大祭
  - 稚児行列、子供神輿、湯神楽が催行される。岡崎天王祭、岡崎祭、例大祭などとも称される。 かつては、犬鷹鉾など10基余りの鉾が巡行していたが、現在は巡行していない。[6][7]
- 11月16日 - 火焚祭
- 11月23日 - 新嘗祭
- 12月2日 - 雨社祭
- 12月31日 - 年越大祓

## 祭神
- 主祭神 - 速素盞鳴尊、奇稲田姫命、三女五男八柱御子神

## 境内
- 本殿
- 拝殿
- 雨社 - 祭神：大山祇命、句々廼馳命、国挟槌尊、豊宇気媛命、闇象女命
- 社務所
- 宮繁稲荷神社 - 祭神：倉稲魂神、蛭子大神、大国主大神

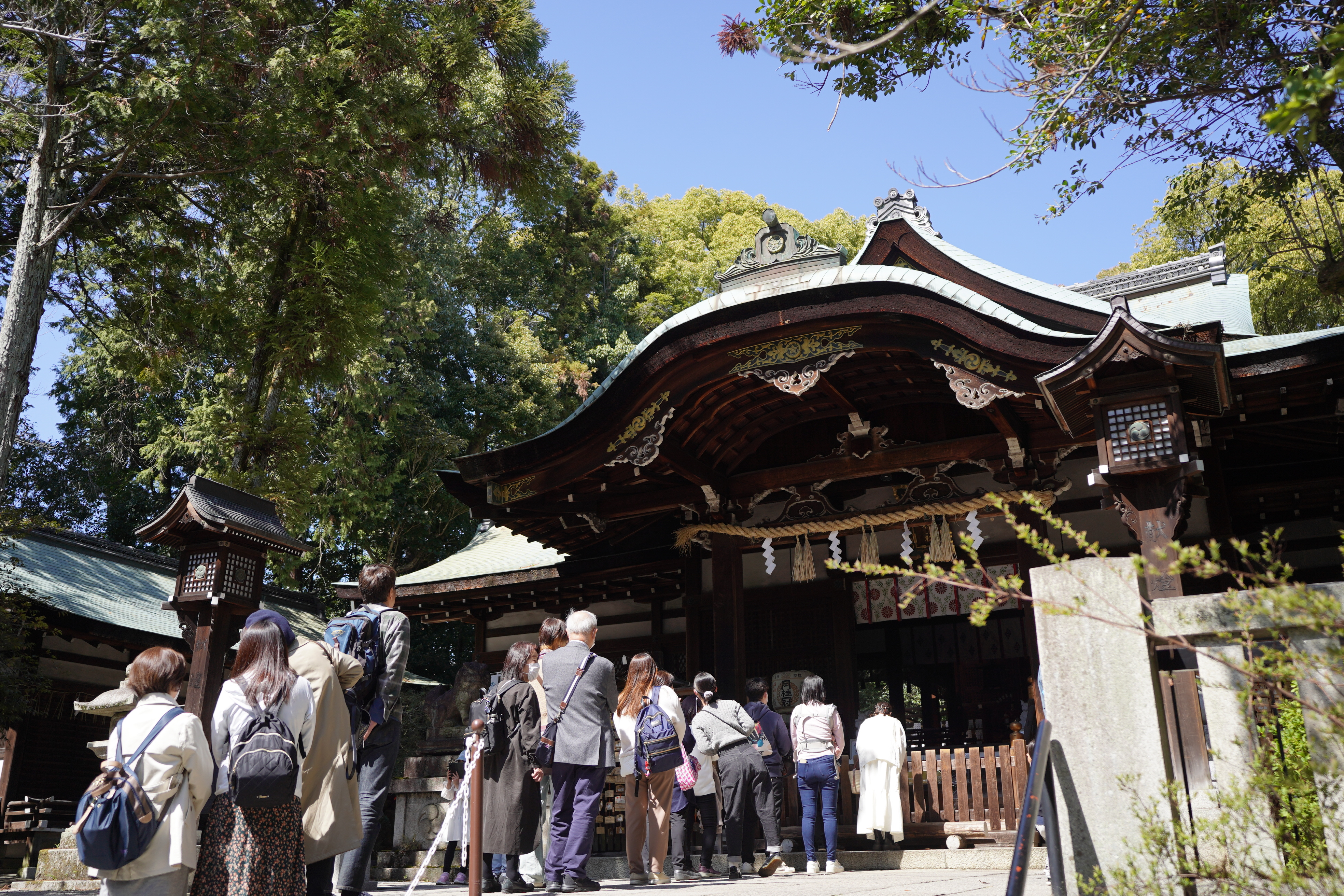
兎年は多くの参拝客が訪れる（2023年撮影）
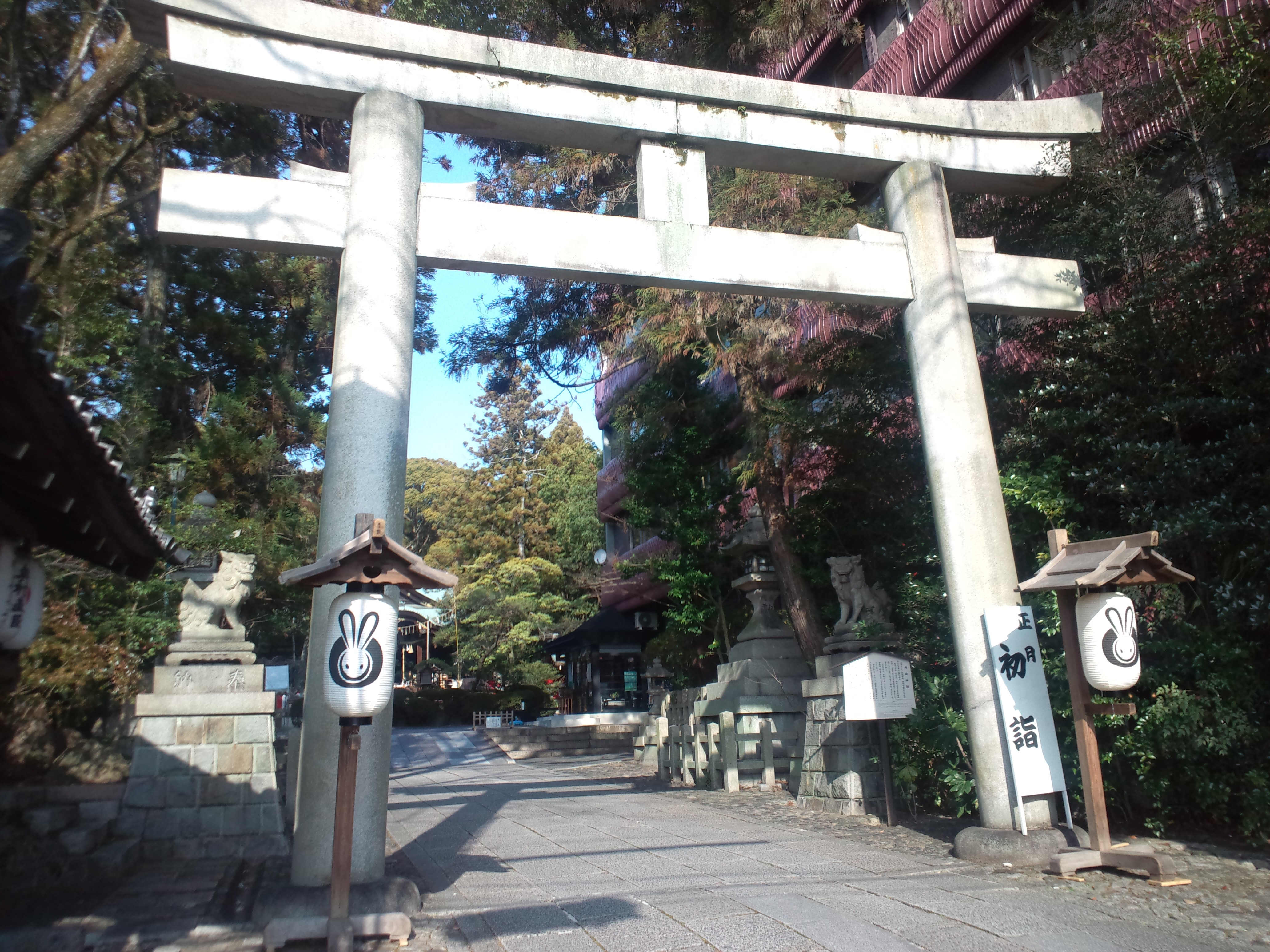
入口石鳥居
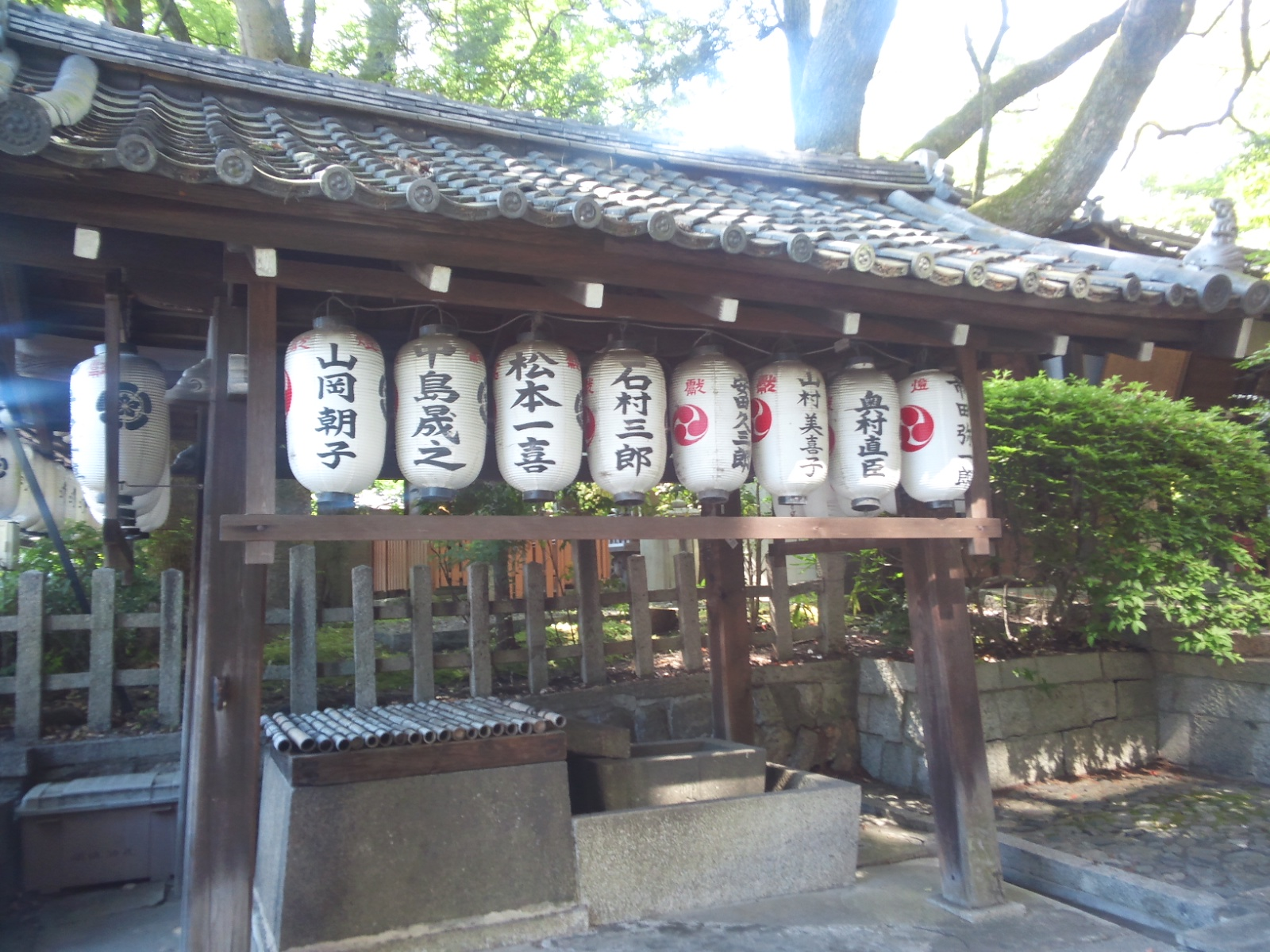
手水舎
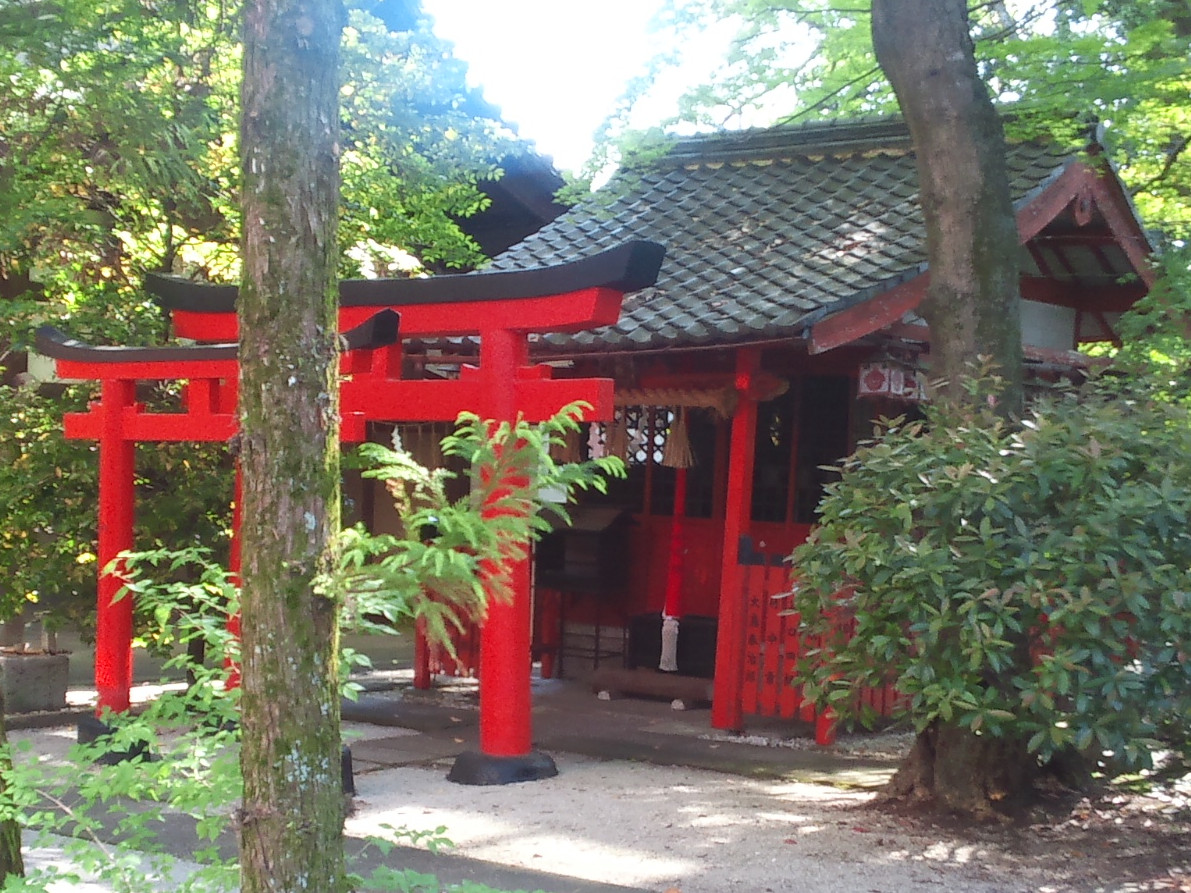
宮繁稲荷神社
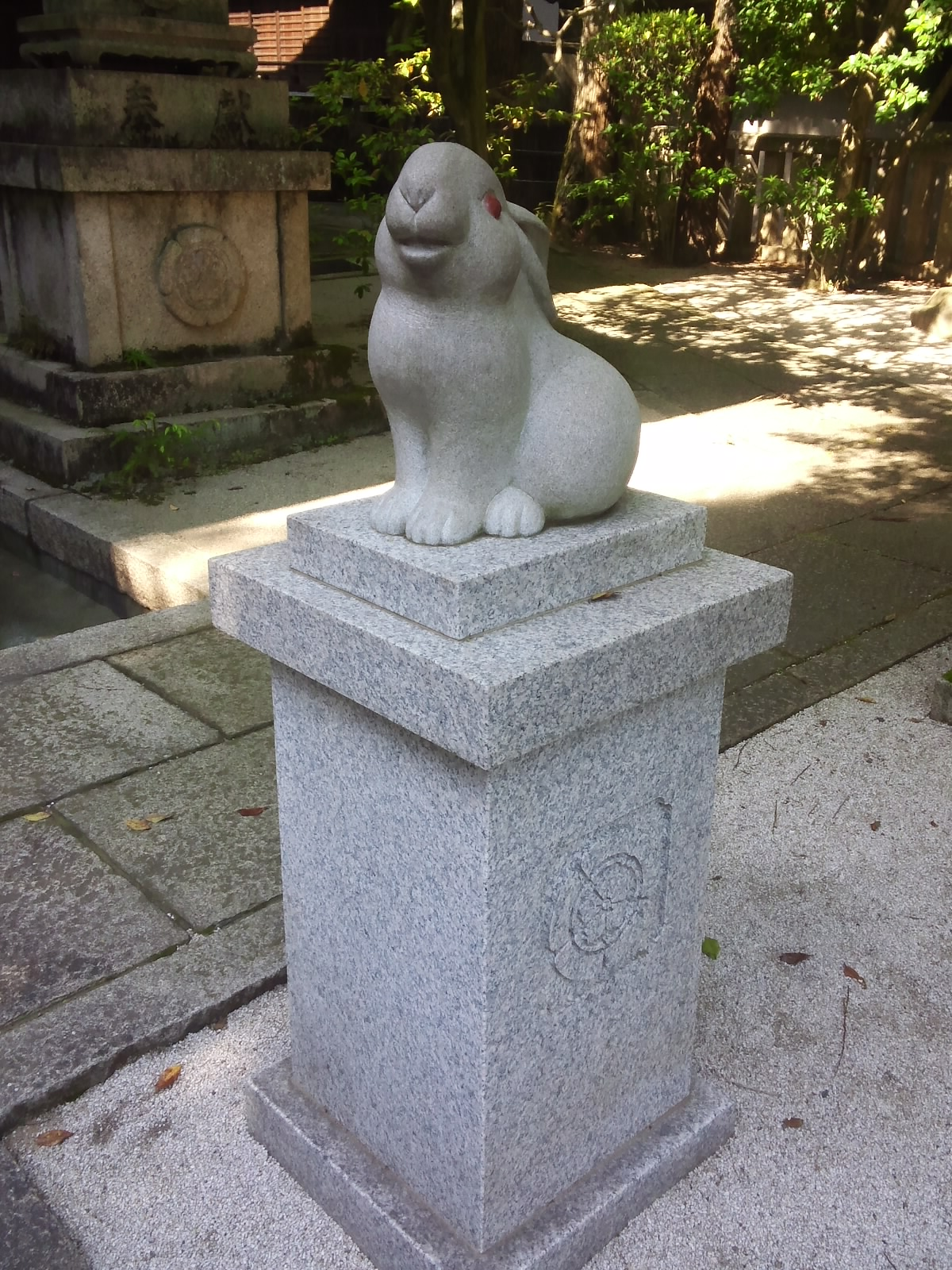
狛うさぎ
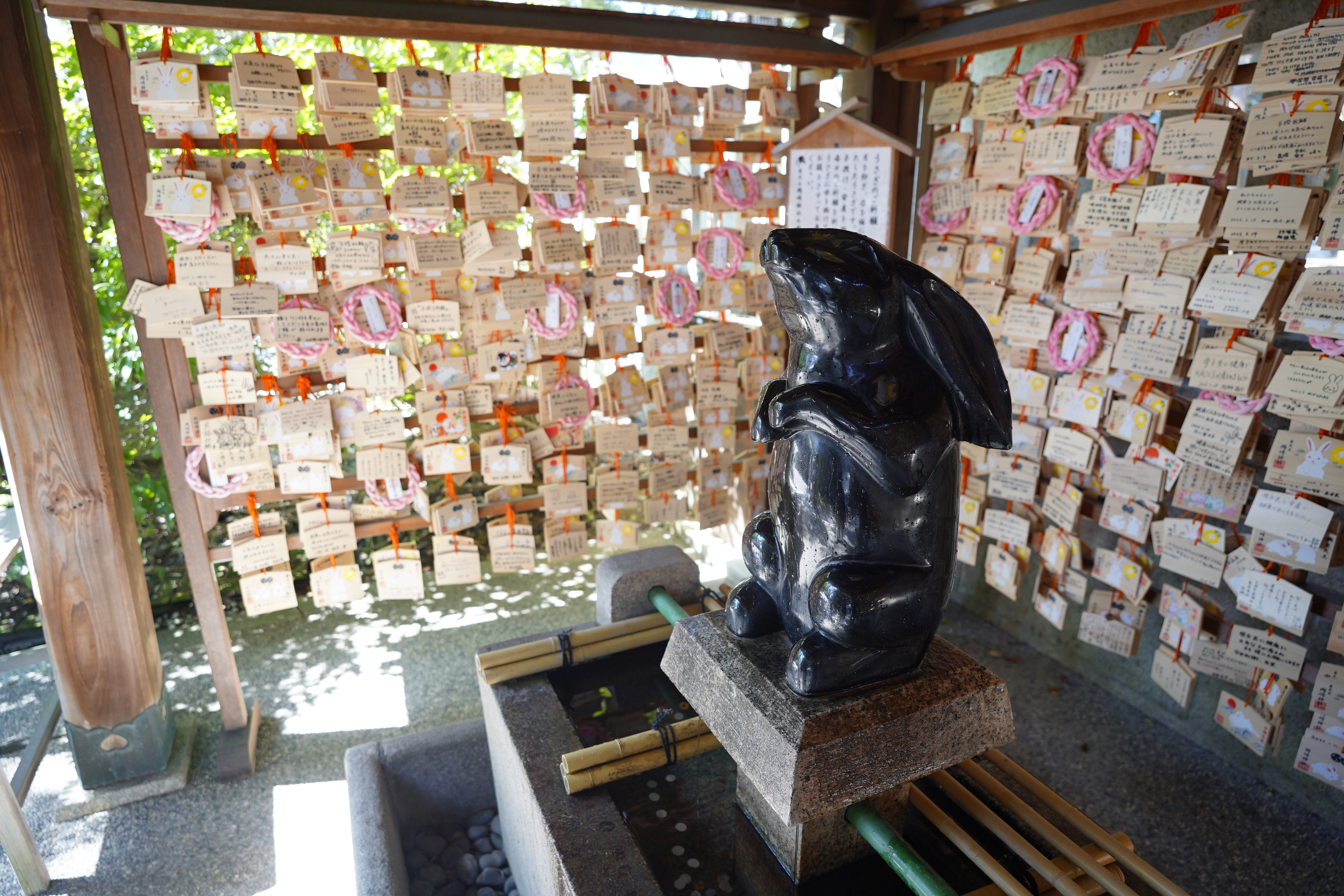
子授けうさぎ像

## アクセス
路線バス
- 京都市営バス
  - 「岡崎神社前」バス停（32・93・203・204系統） [8]
  - 「東天王寺町」バス停（32・93・203・204・5系統）  [9]

電車の最寄駅
- 京都市営地下鉄東西線「蹴上駅」
- 京阪電車「神宮丸太町駅」